# La Bigottière

La Bigottière este o comună în departamentul Mayenne, Franța. În 2009 avea o populație de 431 de locuitori.